# Honkin’ on Bobo
A Honkin' on Bobo az Aerosmith amerikai zenekar 2004-ben megjelent tizennegyedik stúdióalbuma.

## Az album története

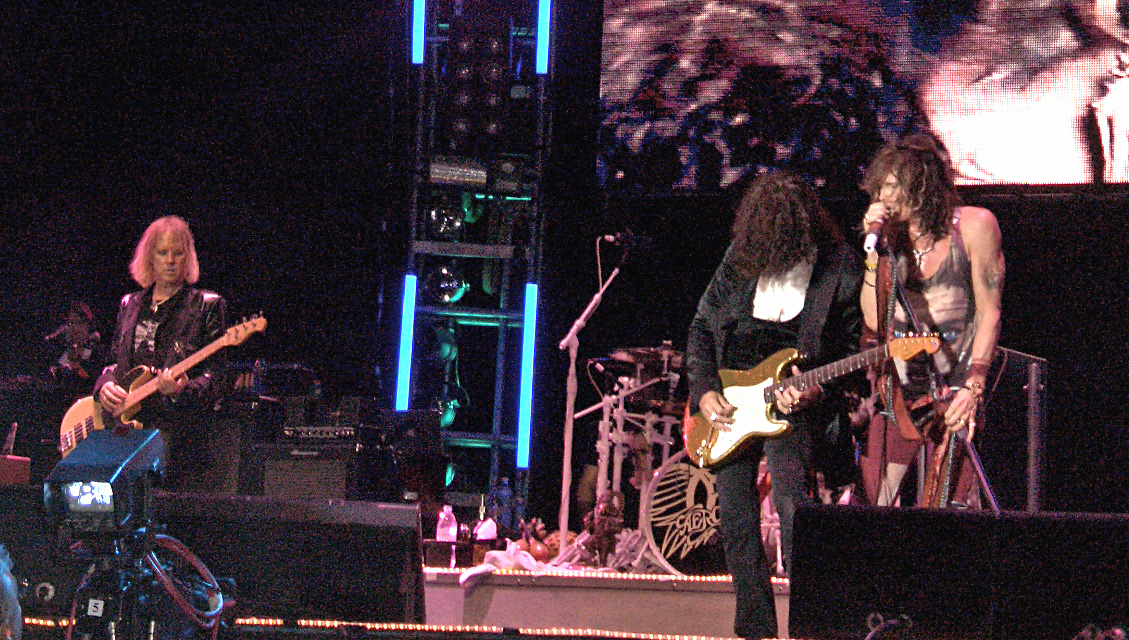
Aerosmith koncert 2007. április 15-én Buenos Airesben. A zenekar a Quilmes Rock fesztivál keretében lépett fel.

2003 februárjában amerikai és Japán turnéra indultak a Kiss társaságában. A Rocksimus Maximus Tour elnevezésű koncertsorozat az év végéig eltartott. A turné a 63 millió dolláros bevételével az év hetedik legsikeresebb turnéja volt. A nyár folyamán a Rugrats Go Wild című filmhez kiadott filmzene albumon szerepeltek, a Lizard Love című dallal. A turné alatt elkezdődtek a régóta ígérgetett album felvételei Marti Frederiksen és a régi producer, Jack Douglas vezetésével. Az album Honkin' on Bobo címmel jelent meg 2004. március 30-án, és egy saját dal kivételével klasszikus blues szerzemények feldolgozásai kerültek fel rá. A lemez a Billboard 200 listáján az 5. helyre került, és pár napon belül aranylemez lett. Kislemezen a Baby, Please Don't Go, a You Gotta Move és a Road Runner jelent meg. 2004. március 11-én kezdetét vette a Honkin' on Bobo turné, ahol a Cheap Trick volt az előzenekar. 2004 novemberében megjelent egy You Gotta Move  című DVD-kiadvány, melynek gerincét egy 2004-es floridai koncert adja, de ezenkívül a Honkin' on Bobo stúdiómunkálatait is tartalmazza. 2004-ben a Dream On szerepelt a Buick hirdetési kampányában.
2005-ben Steven Tyler felbukkant a Csak lazán! című filmben, míg Joe Perry egy a saját nevét viselő szólóalbumot adott ki. A gitáros Mercy című dalát Grammy-díjra jelölték a legjobb rock instrumentális előadás kategóriában (a díjat végül Les Paul kapta).
2005 októberében egy koncertlemez jelent meg Rockin' the Joint címmel, amely a 24. helyezést érte el a Billboard listáján. Ezt követően, 2005 október végén, újra turnéra indultak, amely a Rockin' the Joint Tour elnevezést kapta. A turné első két szakaszában Lenny Kravitz, míg a harmadikban a Cheap Trick volt a nyitózenekar. A márciusra és áprilisra tervezett fellépéseket – Tyler torokműtétje miatt – törölni kellett. 2006. július 4-én a Boston Pops Orchestra közreműködésével adtak elő pár dalt. Az előadás jelentős eseménynek számított, mivel Tyler betegsége miatt, több hónapnyi kimaradás után, először léptek színpadra. 2006 augusztusától az év végéig újabb turnéra indultak.
A Route of All Evil Tour elnevezésű körúton a Mötley Crüe volt az együttes turnépartnere.

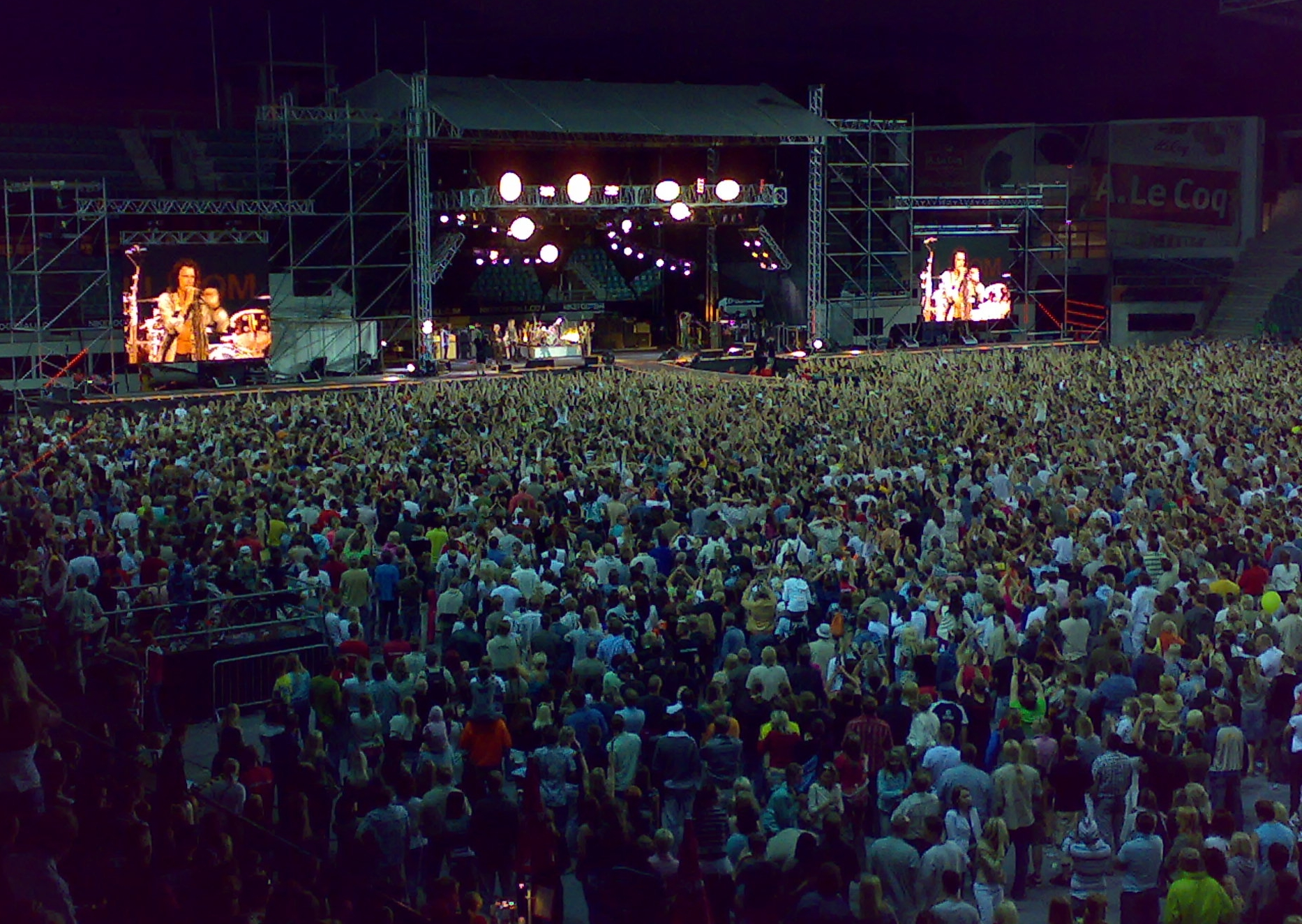
Aerosmith koncert 2007. július 5-én az észtországi Tallinnban

Augusztus 24-én bejelentették, hogy Tom Hamilton nyelőcsőrák miatt, bizonyos időig nem tudja folytatni a turnét, gyógykezelése alatt a Joe Perry Projekt basszusgitárosa, David Hull helyettesítette. Közben októberben megjelent egy Devil's Got a New Disguise – The Very Best of Aerosmith című válogatásalbum. A kiadványra két új szám is felkerült, és a Devil's Got a New Disguise kislemezen is megjelent.
2007 áprilisában világturnéra indultak (Aerosmith World Tour 2007), amely öt latin-amerikai telt házas stadionkoncerttel vette kezdetét. 2007 nyarán Európában koncerteztek, felléptek több rockfesztiválon, valamint ellátogattak néhány olyan országba is, ahol korábban még soha nem léptek fel. Ezenkívül olyan közel-keleti országokban is adtak koncerteket, mint az Egyesült Arab Emírségek és India. A turné során a Prince Edward-szigeten is felléptek, amely koncert az addigi legnagyobb nézőszámot vonzó fellépés volt a tartomány történetében. Az Aerosmith World Tour 2007 szeptemberben ért véget észak-amerikai koncertekkel, amelyeken Joan Jett nyitott az együttesnek. Az utolsó koncertre a Hawaiiban található Maui szigeten került volna sor, de ezt végül logisztikai okokból törölték. A koncertszervezők beperelték a zenekart, ezért az együttes beleegyezett abba, hogy majd később újra fellépnek a helyszínen, a megvásárolt jegyek pedig érvényesek maradhatnak a jövőbeli előadásra is (a koncert bepótlása végül 2009. október 20-án valósult meg).

## Dalok
1. "Road Runner" 3:46
2. "Shame, Shame, Shame" 2:15
3. "Eyesight to the Blind" 3:09
4. "Baby, Please Don't Go" 3:24
5. "Never Loved a Girl" 3:12
6. "Back Back Train" 4:23
7. "You Gotta Move" 5:30
8. "The Grind" 3:46
9. "I'm Ready" 4:13
10. "Temperature" 2:52
11. "Stop Messin' Around" 4:29
12. "Jesus Is on the Main Line" 2:51

## Közreműködők
- Steven Tyler - ének, szájharmonika, producer
- Joe Perry - gitár, vokál, producer, énekes a "Back Back Train" és a "Stop Messin 'Around" című számokban
- Brad Whitford - gitár
- Tom Hamilton - basszusgitár
- Joey Kramer - dob
- Tracy Bonham - énekes a "Back Back Train" és a "Jesus a Main Line" című számokban